# Jules Joffrin (metropolitana di Parigi)
Jules Joffrin è una stazione della linea 12 della metropolitana di Parigi.

## La stazione
Essa è ubicata nel quartiere parigino di Clignancourt, in prossimità di Montmartre, fra il municipio del XVIII arrondissement e la Église Notre-Dame-de-Clignancourt.
La stazione venne aperta nel 1912 e porta il nome di Jules François Alexandre Joffrin (1846-1890) che fu consigliere comunale e poi deputato del XVIII arrondissement.
Nel marzo 2008 la RATP annunciò che sarebbero stati eseguiti dei lavori di ristrutturazione della stazione che sarebbero stati eseguiti senza dover chiudere la stazione al traffico passeggeri. Infatti i maggiori lavori si sarebbero svolti durante la sosta notturna del servizio.
I lavori sono iniziati nel settembre 2008 e terminati nel luglio del 2009.

### Accessi
- 2, place Jules Joffrin
- 115, rue Ordener

## Interscambi
- Bus RATP - 31, 60, 80, 85, Montmartrobus